# Fingías
Fingías è un singolo della cantante cileno-statunitense Paloma Mami, pubblicato il 22 marzo 2019 su etichetta discografica Sony Music Latin.